# カシン公国
T：トヴェリ大公国、K：カシン公国、H：ホルム公国、M：ミクリン公国、
D：ドロゴブージ公国、Z：ズブツォフ公国

周辺の主な公国

MO：モスクワ大公国、N：ノヴゴロド公国、S：スモレンスク公国

カシン公国（カシンこうこく、ロシア語: Кашинское княжество）は1319年から1426年にかけて存在した、ルーシの諸公国の一つである。トヴェリ公国（後に大公国）の分領公国として形成されたが、1375年から1382年にかけてはトヴェリから独立した状態にあった。1426年、トヴェリ大公国に継承合併する形で消滅した。

## 歴史

### 前史
後にカシン公国領となる地域における最も古い都市は、1135年にスーズダリ公ユーリー・ドルゴルーキーが建設したクスニャチン(ru)であった。カシンの年代記上の初出は1238年である。後のカシン公国領が13世紀の段階でどこに属していたかは諸説あり、D.コルサコフ(ru)はウグリチ公国領に含まれていたとみなしている。しかし、V.クチキン(ru)はこの説に対して否定的な意見を述べており、またA.エクゼムプリャルスキー(ru)の説では、カシンはロストフ公国の勢力圏内にあり、1294年に、トヴェリ公ミハイルがロストフ公ドミトリー(ru)の娘アンナ(ru)と結婚した際に、トヴェリ公国領へと移管されたと論じている。
一方、1212年から1238年にかけてはペレヤスラヴリ・ザレスキー公国に属し、当時のペレヤスラヴリ・ザレスキー公ヤロスラフがウラジーミル大公となった際にウラジーミル大公国領へ、そして1247年に同地域からトヴェリ公国が分離した際にはトヴェリ公国領に属していた、とする説もある。

### 公国の形成
1318年、トヴェリ公ミハイルがジョチ・ウルスにおいて処刑された後、その領土は4人の息子たちによって分割相続された。この時、最も年少のヴァシリーがカシンを含むトヴェリ公国の北東部を相続し、カシン公国が誕生した。なお一説には、この段階ではカシンはヴァシリーの兄コンスタンチンが受領し、後にモスクワ公ユーリーがコンスタンチンを拘束した際にヴァシリーが相続したともいわれる。

### トヴェリ大公位をめぐる闘争
いずれにせよ、カシン公ヴァシリーを含む4人の兄弟とその子孫は、宗主の位置にあるトヴェリ大公位をめぐって権力闘争を繰り広げた。1345年に三兄のコンスタンチン（上記のコンスタンチン）が死亡すると、ヴァシリーは一族の中で最も年長者となった。しかし、1346年にジャーニー・ベクが発した勅令（ヤルルィク）は、次兄アレクサンドルの子のホルム公フセヴォロド(ru)をトヴェリ大公とするものであった。ヴァシリーはこれを認めず、1348年には自身をトヴェリ大公に変える旨の勅令をジャーニー・ベクから引き出した。当然の如くフセヴォロドはこれに反発するが、トヴェリ主教フェオドル(ru)が仲裁に入り、1349年にトヴェリ大公の地位はヴァシリーの手中に収まった。
ヴァシリーがトヴェリ大公となった後、カシン公位はその長子のヴァシリーへ、その死後は次子のミハイルへと受け継がれ、カシン公国が統治された。ヴァシリーと、フセヴォロドら次兄アレクサンドルの子らの関係は依然敵対関係にあり、双方の間に和平的合意が成るのは1360年のことであった。なお、この間に、フセヴォロドら兄弟による、父アレクサンドルの所領の分割がなされていた。すなわち、フセヴォロドがホルムとスターリツァを、ミハイルがミクリンを治め、末子のウラジーミルとアンドレイは、母アナスタシヤと共にズブツォフを治めていた。しかし、1364年から1365年にかけて流行したペストによって、ミハイルを除く兄弟は皆病死したため、結果的にミハイルがこれらの領土をすべて相続することになった。そして1365年、ミハイルはトヴェリ大公位をも奪い、ヴァシリーはカシンへと逃走した。加えて同年末には、同じくペストで病死したセミョーン(ru)の所領クリンをも相続した。
ただし、セミョーンの領地の継承権をめぐり、ミハイルとヴァシリーの間に紛争が生じることとなった。これはミハイルを支援するリトアニア大公アルギルダスと、ヴァシリーを支援するモスクワ公ドミトリー（ドミトリー・ドンスコイ）の軍事介入・衝突へと発展したが、ヴァシリー側の勝利に終わり、カシン公国に政変が及ぶまでには至らなかった。

### トヴェリ大公国への編入
1382年、ジョチ・ウルスのトクタミシュは、ウラジーミル大公位をモスクワ公家が継承していくことを承認し、同時にトヴェリ大公国の独立性をも認めた。同年にカシン公ヴァシリーが死亡すると、トヴェリ大公ミハイルはカシン公国を自身のトヴェリ大公国の直轄地に組み込んだ。トヴェリ大公ミハイルは、カシン公位を自身の息子たちに順次与えていったため、カシン公国はしばらく存続したが、1426年にミハイルの子のヴァシリー（ミハイルの子としては3人目のカシン公）が死亡したのち、カシン公国は再びトヴェリ大公国に組み込まれた。
なお、トヴェリ大公国自体が1485年にモスクワ大公国に併合された際に、カシン公国領もまたモスクワ大公国領となっている。